# Nakajima G8N
Lo Nakajima G8N Renzan (連山? Catena montuosa, nome in codice alleato Rita) era un bombardiere quadrimotore terrestre prodotto dall'azienda giapponese Nakajima Hikoki KK ed utilizzato dalla Dai-Nippon Teikoku Kaigun Kōkū Hombu, il Servizio aereo della Marina imperiale giapponese durante la seconda guerra mondiale. La designazione della marina era "Aereo per attacco basato a terra Type 18" (一八試陸上攻撃機).

## Storia

### Sviluppo
Il prototipo iniziale fu completato nell'ottobre 1944, solo un anno dopo che la marina aveva ordinato l'inizio della costruzione e fu consegnato nel gennaio 1945. Tuttavia, l'andamento della guerra  e la carenza di alluminio causarono la cancellazione del progetto in giugno. Quattro esemplari costruiti tra ottobre 1944 e giugno 1945.

### Impiego operativo
Dopo la guerra, un prototipo venne mandato negli Stati Uniti e demolito dopo la prova. Non esistono più esemplari.

## Versioni
G8N1
versione bombardiere pesante quadrimotore di produzione in serie.
G8N2
sviluppo previsto, equipaggiato con motorizzazione più potente, rimasto a livello progettuale.
G8N2
sviluppo previsto, di costruzione interamente metallica, rimasto a livello progettuale.

## Utilizzatori
Giappone
- Dai-Nippon Teikoku Kaigun Kōkū Hombu